# Осетинські пироги
Осетинські пироги — пласкі пироги з різноманітними начинками, традиційна страва Осетії. Мають 2-3 см у товщину. Бувають круглої (діаметр 30-40 см) та трикутної форми. Начиння — м'ясне, сирне, овочеве або фруктово-ягідне.

## Історія
Традиція випікання осетинських пирогів налічує багато століть, ще з часів, коли існували народи-предки сучасних осетин — алани, скіфи та сармати. Для кочових народів запікання у тісті було засобом компактного збереження м'яса та молочних продуктів, засобом підживлення вершників під час довгих походів. Перші пироги випікалися за бездріжджевою технологією. За багато років мистецтво випіканні осетинських пирогів вдосконалювалося і теперішні рецепти — це результат майже тисячолітньої роботи зі створення, шліфування та відсікання зайвого.
Осетинські пироги багаторазово згадуються у «Нартському Епосі» — старовинних північнокавказьких легендах.
Осетинські пироги відіграють культову роль у народних традиціях Осетії. Наприклад, обряд «три пироги» — на родинні урочистості подають три пироги, що символізують Сонце, Воду, та Землю, або, за іншою версією, Бога, Небо та Землю. На траурному частуванні пиріг, що символізує Сонце, відсутній («над почилим зайшло сонце»).

## Види осетинських пирогів
Осетинські пироги відрізняються дуже тонким тістом та великим вмістом начинки. Вважається, що чим тонше тісто, тім вправніший випікальщик пирогів. Нижче наведені основні види осетинських пирогів:
1. Давонджин (осет. давонджын, дабонгун) — пиріг із листям черемши та осетинським сиром
2. Кабускаджин (осет. къабускаджын, къабускагун) — пиріг із подрібненими капустою та сиром
3. Картофджин (осет. картофджын, картофгун) — пиріг із картоплею та сиром
4. Насджин (осет. насджын, насгун) — пиріг із подрібненим гарбузом
5. Уалибах, Хабизджин (осет. уалибах, хæбизджын, æхцин, цихтгун) — круглий пиріг із осетинським сиром
6. Артадзихон (осет. æртæдзыхон, сæфсат) — трикутний пиріг із сиром
7. Фидджин (осет. фыдджын, фидгун) — пиріг із рубленим м'ясом (наприклад, яловичиною)
8. Кадурджин (осет. хъæдурджын, хъæдоргун) — пиріг із квасолею
9. Цахараджин (осет. цæхæраджын, дзæхæрагун) — пиріг із буряковим листям та сиром
10. Кадындзджин (осет. хъæдындзджын, гъæдзиндзгун) — пиріг з осетинським сиром та зеленою цибулею
11. Зокоджин (осет. къозоджын, зокъоджын, къозогун) — пиріг із грибами
12. Балджин (осет. балджын, балгун) — пиріг із вишневою начинкою.